# Kevin Love
Kevin Wesley Love (Santa Monica, 1988. szeptember 7. –) amerikai olimpiai-, és világbajnok kosárlabdázó, a Miami Heat játékosa a National Basketball Associationben (NBA).
Ötszörös All Star és kétszer is beválasztották az All-NBA második csapatba. Ezek mellett 2016-ban bajnoki címet nyert a Cleveland Cavaliers színeiben. Ezek mellett olimpiai aranyérmet is nyert, az Egyesült Államokat képviselve 2012-ben, illetve 2010-ben világbajnok is lett. 2011-ben megnyerte az NBA legtöbbet fejlődött játékosának járó díját és neki volt a legtöbb lepattanója az egész ligában.
Stan Love korábbi NBA-játékos fia, Kevin középiskolás éveit a Lake Oswego Középiskola játékosaként töltötte Oregonban, ahol az ország egyik legjobbja lett korosztályában. Egy évig játszott egyetemen, a UCLA Bruins színeiben és a csapatot az NCAA-torna elődöntőéig vezette. Beválasztották az All-American első csapatba és a Pac–12 főcsoport legjobbjának választották. Ezt követően döntött úgy, hogy részt vesz a 2008-as NBA-drafton, ahol a Memphis Grizzlies választotta ki az ötödik helyen. Azonnal a Minnesota Timberwolves csapatába küldték, még szerződése aláírása előtt, a harmadik helyen választott O. J. Mayo játékjogáért. A 2010–2011-es szezonban Love beállította a rekordot a leghosszabb sorozatért, amin egy játékos minden mérkőzésén legalább tíz pontot és lepattanót szerzett, az ABA és az NBA egyesülése óta. 2014-ben lett a Cavaliers játékosa. Azt követően, hogy a csapattal sorozatban négyszer is döntőbe jutott és bajnok is lett, Love többször is sérült volt 2018 és 2021 között. A 2021–2022-es szezont csereként játszotta, második lett az év hatodik embere szavazáson. Ennek ellenére a következő szezonban, kilenc év után közös megegyezéssel felbontotta szerződését a Cavaliers csapatával, hogy a Miami Heat játékosa lehessen.

## Statisztika

### Egyetem
| Év        | Csapat      | JM | KM | JP/M | MG%  | 3P%  | BD%  | LP/M | GP/M | L/M | B/M | P/M  |
| --------- | ----------- | -- | -- | ---- | ---- | ---- | ---- | ---- | ---- | --- | --- | ---- |
| 2007–2008 | UCLA Bruins | 39 | 38 | 29,6 | .559 | .354 | .767 | 10,6 | 1,9  | 0,7 | 1,4 | 17,5 |

### NBA

#### Alapszakasz
| Év         | Csapat                 | JM  | KM  | JP/M | MG%  | 3P%  | BD%  | LP/M  | GP/M | L/M | B/M | P/M  |
| ---------- | ---------------------- | --- | --- | ---- | ---- | ---- | ---- | ----- | ---- | --- | --- | ---- |
| 2008–2009  | Minnesota Timberwolves | 81  | 37  | 25,3 | .459 | .105 | .789 | 9,1   | 1,0  | 0,4 | 0,6 | 11,1 |
| 2009–2010  | Minnesota Timberwolves | 60  | 22  | 28,6 | .450 | .330 | .815 | 11,0  | 2,3  | 0,7 | 0,4 | 14,0 |
| 2010–2011  | Minnesota Timberwolves | 73  | 73  | 35,8 | .470 | .417 | .850 | 15,2* | 2,5  | 0,6 | 0,4 | 20,2 |
| 2011–2012  | Minnesota Timberwolves | 55  | 55  | 39,0 | .448 | .372 | .824 | 13,3  | 2,0  | 0,9 | 0,5 | 26,0 |
| 2012–2013  | Minnesota Timberwolves | 18  | 18  | 34,3 | .352 | .217 | .704 | 14,0  | 2,3  | 0,7 | 0,5 | 18,3 |
| 2013–2014  | Minnesota Timberwolves | 77  | 77  | 36,3 | .457 | .376 | .821 | 12,5  | 4,4  | 0,8 | 0,5 | 26,1 |
| 2014–2015  | Cleveland Cavaliers    | 75  | 75  | 33,8 | .434 | .367 | .804 | 9,7   | 2,2  | 0,7 | 0,5 | 16,4 |
| 2015-2016† | Cleveland Cavaliers    | 77  | 77  | 31,5 | .419 | .360 | .822 | 9,9   | 2,4  | 0,8 | 0,5 | 16,0 |
| 2016–2017  | Cleveland Cavaliers    | 60  | 60  | 31,4 | .427 | .373 | .871 | 11,1  | 1,9  | 0,9 | 0,4 | 19,0 |
| 2017–2018  | Cleveland Cavaliers    | 59  | 59  | 28,0 | .458 | .415 | .880 | 9,3   | 1,7  | 0,7 | 0,4 | 17,6 |
| 2018–2019  | Cleveland Cavaliers    | 22  | 21  | 27,2 | .385 | .361 | .904 | 10,9  | 2,2  | 0,3 | 0,2 | 17,0 |
| 2019–2020  | Cleveland Cavaliers    | 56  | 56  | 31,8 | .450 | .374 | .854 | 9,8   | 3,2  | 0,6 | 0,3 | 17,6 |
| 2020–2021  | Cleveland Cavaliers    | 25  | 25  | 24,9 | .409 | .365 | .824 | 7,4   | 2,5  | 0,6 | 0,1 | 12,2 |
| 2021–2022  | Cleveland Cavaliers    | 74  | 4   | 22,5 | .430 | .392 | .838 | 7,2   | 2,2  | 0,4 | 0,2 | 13,6 |
| 2022–2023  | Cleveland Cavaliers    | 41  | 3   | 20,0 | .389 | .354 | .889 | 6,8   | 1,9  | 0,2 | 0,2 | 8,5  |
| 2022–2023  | Miami Heat             | 21  | 17  | 20,0 | .388 | .297 | .857 | 5,7   | 1,9  | 0,4 | 0,2 | 7,7  |
| 2023–2024  | Miami Heat             | 55  | 5   | 16,8 | .440 | .344 | .787 | 6,1   | 2,1  | 0,3 | 0,2 | 8,8  |
| 2024–2025  | Miami Heat             | 23  | 9   | 10,9 | .357 | .358 | .696 | 4,1   | 1,0  | 0,7 | 0,2 | 5,3  |
| Karrier    | Karrier                | 952 | 693 | 28,9 | .438 | .369 | .828 | 10,0  | 2,3  | 0,6 | 0,4 | 16,2 |
| All Star   | All Star               | 3   | 1   | 21,0 | .500 | .364 | .286 | 6,7   | 1,3  | 1,3 | 0,0 | 10,7 |

#### Play-in
| Év      | Csapat              | JM | KM | JP/M | MG%  | 3P%  | BD%   | LP/M | GP/M | L/M | B/M | P/M  |
| ------- | ------------------- | -- | -- | ---- | ---- | ---- | ----- | ---- | ---- | --- | --- | ---- |
| 2022    | Cleveland Cavaliers | 2  | 0  | 20.0 | .462 | .667 | .500  | 8,5  | 0,5  | 1,0 | 0,0 | 8,5  |
| 2023    | Miami Heat          | 2  | 0  | 7,0  | .500 | .200 | 1.000 | 2,0  | 1,0  | 0,5 | 0,0 | 5,5  |
| 2024    | Miami Heat          | 2  | 0  | 14,8 | .455 | .571 | 1.000 | 4,5  | 0,5  | 0,5 | 0,0 | 13,0 |
| Karrier | Karrier             | 6  | 0  | 14,0 | .469 | .500 | .938  | 5,0  | 0,7  | 0,7 | 0,0 | 9,0  |

#### Rájátszás
| Év      | Csapat              | JM | KM | JP/M | MG%  | 3P%  | BD%  | LP/M | GP/M | L/M | B/M | P/M  |
| ------- | ------------------- | -- | -- | ---- | ---- | ---- | ---- | ---- | ---- | --- | --- | ---- |
| 2015    | Cleveland Cavaliers | 4  | 4  | 26.8 | .415 | .429 | .737 | 7,0  | 2,5  | 0,3 | 0,5 | 14,3 |
| 2016†   | Cleveland Cavaliers | 20 | 19 | 30.6 | .385 | .414 | .840 | 8,8  | 2,1  | 0,5 | 0,4 | 14,7 |
| 2017    | Cleveland Cavaliers | 18 | 18 | 32.1 | .436 | .450 | .840 | 10,6 | 1,7  | 1,2 | 0,9 | 16,8 |
| 2018    | Cleveland Cavaliers | 21 | 21 | 31.4 | .392 | .340 | .922 | 10,2 | 1,6  | 0,7 | 0,4 | 14,9 |
| 2023    | Miami Heat          | 20 | 18 | 17,9 | .378 | .375 | l875 | 5,6  | 1,2  | 0,5 | 0,4 | 6,9  |
| 2024    | Miami Heat          | 5  | 0  | 6,4  | .444 | .250 | -    | 2,8  | 0,8  | 0,0 | 0,0 | 1,8  |
| Karrier | Karrier             | 88 | 80 | 26,7 | .400 | .397 | .855 | 8,3  | 1,6  | 0,7 | 0,5 | 12,6 |